# Tullio Menofilo

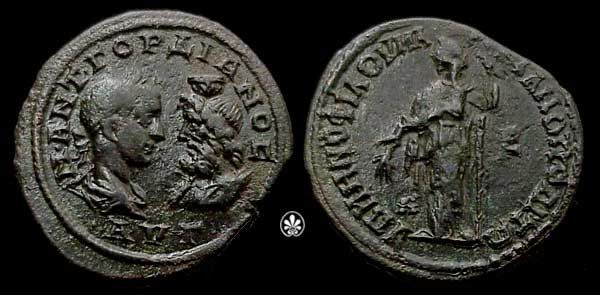
Moneta di Marcianopoli (Mesia inferiore) coniata da Tullio Menofilo a nome dell'imperatore Gordiano III.

Tullio Menofilo (in latino Tullius Menophilus; fl. 238-241) è stato un generale dell'Impero romano.

## Biografia
Nel 238, l'Impero romano era dilaniato dalla guerra civile tra i pretendenti al trono Massimino Trace, Balbino, Pupieno e Gordiano III. Massimino era in Pannonia con l'esercito, quando il Senato romano elesse imperatori Pupieno e Balbino che accettarono Gordiano come cesare. Massimino scese allora in Italia con l'esercito pannonico, ma la città di Aquileia gli chiuse le porte, costringendolo all'assedio; tra i difensori della città vi era anche Tullio Menofilo. Irritati dal protrarsi dell'assedio, i soldati di Massiminio lo uccisero. Menofilo e l'altro comandante della guarnigione, Rutilio Pudente Crispino, si recarono dinanzi all'esercito di Massimino recando le effigi di Pupieno, Balbino e Gordiano coronate con alloro; dopo aver acclamato da soli gli imperatori, si voltarono e chiesero all'esercito di riconoscere per acclamazione gli imperatori scelti dal Senato e dal popolo di Roma.
Nel frattempo, i Goti approfittarono dell'indebolimento delle forze romane attraversando il basso corso del Danubio e saccheggiando e sterminando la popolazione di Histropolis, mentre la tribù di stirpe dacica dei Carpi passò il Danubio più a monte, sempre lungo i confini della Mesia inferiore. La reazione di Pupieno e Balbino fu quella di inviare nella regione Menofilo, il quale si occupò di rafforzare le difese della capitale Marcianopoli (in cui istituì anche una zecca) e le linee di comunicazione nell'area. Poi offrì ad entrambe le tribù un trattato, più favorevole ai Goti, che ricevettero un sussidio, che ai Carpi, causando la reazione di questi ultimi e sconfiggendoli in battaglia; si trattò forse di un piano preordinato e vòlto a separare le forze dei barbari.
Entro il 241 Menofilo fu richiamato a corte da Timesiteo, suocero e prefetto del pretorio dell'imperatore Gordiano III, essendo caduto in disgrazia per ragioni non chiare. La sua rimozione causò probabilmente il sollevamento dei Carpi, che con Menofilo avevano stretto il loro accordo.